# アヴァロン 千年の恋
『アヴァロン 千年の恋』（アヴァロン せんねんのこい、原題：Avalon High）は、2010年11月12日にアメリカ合衆国のディズニー・チャンネルより放映された長編ファンタジーテレビ映画。アメリカ合衆国の作家メグ・キャボットによる同名のミステリー小説を原作としたオリジナルムービーであるテレビ映画。スチュアート・ギラードが監督、ブリット・ロバートソンが主演を担当する。

## 概要
「アーサー王伝説」を題材にしたファンタジー物語で、アヴァロン高校の転校生はアーサー王の世界へとのみ込まれ、アーサー王伝説に登場する人物たちの生まれ変わりである事を展開している。
日本では2011年5月26日にディズニー・チャンネルより初放映されている。

## ストーリー
アヴァロン高校の転入生アリーとその友人のマイルズは、高校で頻発する怪奇現象を機に、この高校の生徒がアーサー王伝説の登場人物たちの生まれ変わりであることを悟る。
アリーたちが謎ときに挑む中、モルドレッドの生まれ変わりであるマルコの企みも進行していた。

## 登場人物
アリー・ペニントン
主人公。両親が中世研究家であるため、各地を転々としてきた。アヴァロン高校転入後は陸上部に入部した。
ウィル
アメフト部部員。実はアーサー王の生まれ変わり。
マイルズ
アリーと親しくなった男子生徒。
マルコ
マイルズを虐めていた男子生徒で、ウィルの義兄弟にあたる。実はモルドレッドの生まれ変わりである。
ジェーン
ウィルの知人。
ランス
ウィルの親友。

## キャスト
- アリー・ペニントン - ブリット・ロバートソン（渋谷はるか）
- ウィル - グレッグ・サルキン（三浦圭介）
- マイルズ - ジョーイ・ポラーリ（菅沼久義）
- マルコ - デヴォン・グレイ（相原嵩明）
- ムーア先生 - スティーブ・ヴァレンタイン（一条和矢）

## スタッフ
- 監督：スチュアート・ギラード
- 製作：ジャニーン・ディキンズ
- 製作総指揮：マイケル・ジャッフェ、ハワード・ブラウンスタイン
- 原作：メグ・キャボット
- 脚本：ジュリー・シャーマン・ウルフ、エイミー・トーキントン
- 撮影：トーマス・バースタイン
- 美術・プロダクションデザイン：ラルフ・デイヴィーズ
- 編集：ジェームズ・R・サイモンズ
- 音楽：ロバート・ダンカン
- キャスティング：エリザベス・ラング
- アートディレクション：ロバート・バヴィン、アンディ・マクラーレン
- セット制作：ミルトン・キャンディシュ
- 衣装デザイン：ギャヴィン・マクリーン
- 視覚効果：スティーヴン・レブレッド、デヴィッド・フレッド・マセリンク

日本語版制作スタッフ
- 翻訳：尾国康子
- 演出：高田浩光
- 録音制作：ブロードメディア・スタジオ